# Grants Pass
Grants Pass – miasto w Stanach Zjednoczonych, w stanie Oregon, nad rzeką Rogue, położone przy drodze międzystanowej nr 5. Siedziba administracyjna hrabstwa Josephine.
W pobliżu miasta, 30 mil na południe, znajduje się amerykański pomnik narodowy Oregon Caves National Monument.

## Miasta partnerskie
- Rubcowsk